# Philip Rothman
Philip Rothman (Buffalo (New York), 24 december 1976) is een Amerikaans componist, dirigent en slagwerker.

## Levensloop
Rothman studeerde aan de Shepard School of Music van de Rice Universiteit in Houston (Texas) en behaalde daar zijn Bachelor of Music met summa cum laude. Tijdens zijn studie in Houston was hij als slagwerker lid van het Shepherd School Symphony Orchestra, Shepherd School Chamber Orchestra, Shepherd School Percussion Ensemble en van de Shepherd School Concert Band. Aansluitend wisselde hij aan de Juilliard School of Music in New York, waar hij zijn Master of Music behaalde. Zijn leraren voor compositie waren onder andere Samuel Adler, Edward Applebaum, Neely Bruce, Samuel Jones, Richard Lavenda en Stephen Shewan. Slagwerk studeerde hij onder andere bij Richard Brown en bij leden van het Philadelphia Orchestra Michael Bookspan, Don Liuzzi en van het Buffalo Philharmonic Orchestra Gary Stith en Thomas Stroth. Zijn leraren voor orkestdirectie waren onder andere Donald Portnoy, Manuel Alvarez en Melvin Strauss.
Hij is adviseur en project directeur van Ford - Made in America een consortium, dat compositie opdrachten aan jonge componisten verleend en van het "Ford Motor Company Fund" en het "National Endowment for the Arts" gesponsord werd.
Als gastdirigent werkte hij samen met het "New York State Summer School of the Arts Symphony Orchestra", de "American Legion Post 264 Band", het "Wesleyan University Orchestra", het "Williamsville East High School Wind Ensemble" en het "Ashwaubenon High School Wind Ensemble".
Zijn composities zijn uitgevoerd door bekende orkesten zoals het Utah Symphony Orchestra, Indianapolis Symphony Orchestra, Buffalo Philharmonic Orchestra, North Carolina Symphony Orchestra, Lietuvos nacionaliné filharmonija (Nationale filharmonisch orkest van Litouwen), Juilliard Orchestra en het United States Military Academy Band. Voor werken werd hij met verschillende prijzen en onderscheidingen bekroond, onder andere met de ASCAP Foundation Morton Gould Young Composer Awards, Renée B. Fisher Foundation Award en de Brian M. Israel Prize.

## Composities

### Werken voor orkest
- 1996 Ouverture for our City, voor orkest
- 1999 The Manhattan Chase, voor orkest
- 2001 National Monument Fanfare, voor orkest
- 2002 Morningside Run, voor orkest
- 2003 Souvenir, voor orkest
- 2005 Chronicle, voor orkest
- 2009 Arc of Visibility, voor orkest

### Werken voor harmonieorkest
- 1997 Bristol Hills Fanfare
- 2000 Monument Fanfare and Tribute
- 2003 Battery Park Suite
  1. Metal
  2. Drum
  3. Wood
  4. Finale
- 2004 Depature Point, voor piano solo en harmonieorkest
- 2006 Starsplitter
- 2007 The Gift of Peace

### Werken voor koren
- 1994 Rock of Ages (Maoz Tsur)
- 1995 O come, let us sing, voor gemengd koor - tekst: Psalm 95
- 1996 rev.2002 The gift of Peace, voor gemengd koor (ter nagedachtenis aan Yitzchak Rabin)
- 1997 A call to the Nations, voor vrouwenkoor en piano
- 1997 Let Earth be glad, voor gemengd koor - tekst: John Rollin Ridge, "The Atlantic Cable" (1858)

### Solozang met instrumenten
- 2005 Twelve Haiku, voor bariton en marimba

### Kamermuziek
- 1993 Regret, voor blazerskwintet
- 1993 Blazerskwintet
- 1995 The Integral, voor blazerskwintet
- 1997 Drie schetsen in Amerika, voor koperkwintet
- 1998 You're it, voor hobo, hoorn, piano en contrabas
- 1999 Zes Miniaturen, voor blazerskwintet
- 2000 Strijktrio, voor viool, altviool en cello
- 2007 Before Spring, voor althobo en piano

### Werken voor piano
- 1998 Escapade nr. 3
- 1999 Tribute and Fantasy
- 2001 Happy Birthday to David Zinman

### Werken voor slagwerk
- 1996 Apex, voor 5 slagwerkers

### Filmmuziek
- Dreamer
- Chronicle
- Smallville